# Alejandro Osorio
 Luis Alejandro Osorio González (Rancagua, Región de O'Higgins, Chile, 24 de septiembre de 1976) es un exfutbolista chileno. Jugaba de volante de contención, aunque en sus inicios también se desempeñó en labores creativas. Destacó principalmente en la selección chilena que consiguió el tercer lugar en la Copa Mundial de Fútbol Sub-17 de 1993 y por sus dos pasos por Universidad Católica donde consiguió dos campeonatos nacionales.

## Trayectoria

### Como jugador
Formado en O'Higgins de Rancagua, debutando en 1994 y siendo considerado un jugador de proyección por su buen nivel en las selecciones nacionales juveniles. Lo anterior permite su contratación por parte de la Universidad Católica en 1995. Por el conjunto cruzado debutó en la temporada de su llegada, logrando la titularidad en 1996. Al año siguiente, será uno de los puntales en la obtención del Torneo Apertura -tras diez años de sequía liguera institucional-, el subcampeonato del Clausura y una buena Copa Libertadores donde los cruzados son eliminados en cuartos de final por Colo-Colo. Posicionado como buena figura joven en un plantel de experiencia, consigue sus primeras citaciones a la selección adulta.
Su estancia en el conjunto de Las Condes termina en 1999, temporada donde fue uno de los jugadores que disputó más minutos, al ser prestado a Estudiantes de La Plata a petición del entrenador Francisco Ferraro por todo el año 2000. En el conjunto Pincharrata Osorio se hace rápidamente con la titularidad, retrasa su posición de volante ofensivo a labores defensivas y se gana el aprecio de la hinchada desde su debut por el Torneo Clausura ante Gimnasia y Esgrima de Jujuy. El buen primer semestre permite su compra y extensión de contrato hasta 2003. En su segundo torneo llegará a su mejor nivel en Argentina, siendo designado uno de los mejores mediocampistas del campeonato por el prestigioso diario Olé.
En 2001, los problemas económicos de la institución argentina generan un conflicto con la Universidad Católica ya que se seguían adeudando dineros del pase de Osorio, situación que lleva a la UC a pedir el retorno del jugador para afrontar la temporada 2002, situación negada tajantemente por Estudiantes ya que en ese momento el chileno era titular. Al año siguiente, y tras estos problemas, la aportación de Osorio en el club va bajando y no es considerado por el entrenador Oscar Malbernat. La suplencia durante esos torneos haría prescindible a Osorio para 2003. Sin embargo, la llegada de Carlos Salvador Bilardo como entrenador facilitará su permanencia en el plantel para aquel año, aunque como suplente. Lo anterior no permitirá su renovación y allanará su fichaje por el Beira-Mar de Portugal en el marco de una promesa dirigencial portuguesa de contratar refuerzos internacionales. Su paso por el Pincha se saldará en 91 partidos jugados y 6 goles convertidos.  
Su pérdida de la titularidad por una lesión permitirá su retorno a la Universidad Católica en 2004. La segunda etapa de Osorio en el conjunto de la Franja tiene su punto más alto en el Torneo Clausura 2005 donde logra el campeonato como uno de los referentes del club -pese a no ser titular indiscutido- logrando incluso anotar un gol en la final contra Universidad de Chile. 
En 2007, es contratado por Deportes Antofagasta donde juega un semestre, fichando por Deportes Concepción a mediados de año, donde será titular. Tras su paso por los lilas, Osorio llega en 2008 al Ñublense del entrenador Fernando Díaz, protagonizando una de las mejores temporadas en la historia del club. El momento cúlmine de esta estancia en Chillán es su gol ante Sport Áncash en Copa Sudamericana, en lo que correspondió a una inédita participación internacional ñublensina. El haber sido parte de la llamada Longaniza Mecánica le abre nuevamente las puertas de un club de mayor nombradía como Cobreloa. Durante 2009, Osorio fue uno de los referentes del club, logrando hacerse con la capitanía de un equipo que vivía una importante irregularidad y empezaba a adolecer de problemas económicos. Esta temporada sería la última de Osorio en el fútbol profesional, sellando su retiro de la actividad al finalizar el año.

### Como entrenador
En el año 2012, dirigió al equipo de Academia Machalí, en el torneo de la Tercera B de Chile.

## Selección nacional

### Selecciones menores
Fue miembro permanente de las divisiones inferiores de la Selección de fútbol de Chile, destacando particularmente en la selección sub-17 de 1993. En dicha categoría y junto a Sebastián Rozental, Dante Poli, Héctor Tapia, Manuel Neira y Frank Lobos será una de las mayores figuras del histórico tercer lugar conseguido en el mundial de la categoría. La continuación de aquel proceso fue la selección sub-20 de 1995, la que logró clasificar con un plantel casi idéntico al mundial de Catar. Sin embargo, y a diferencia de lo ocurrido dos años antes, la campaña fue bastante opaca, incluso con un Osorio que no disputó minutos. Su última experiencia en selecciones menores fue el Torneo Preolímpico Sudamericano Sub-23 de 1996, donde fue titular en todos los partidos, pero el equipo chileno no logró la clasificación.

#### Participaciones en Copas del Mundo juveniles
| Mundial                               | Sede  | Resultado    | PJ | Goles |
| ------------------------------------- | ----- | ------------ | -- | ----- |
| Copa Mundial de Fútbol Sub-17 de 1993 | Japón | Tercer lugar | 6  | 1     |
| Copa Mundial de Fútbol Sub-20 de 1995 | Catar | Primera fase | 0  | 0     |

#### Participaciones en Preolímpicos
| Torneo                               | Sede      | Resultado    | PJ | Goles |
| ------------------------------------ | --------- | ------------ | -- | ----- |
| Preolímpico Sub-23 de Argentina 1996 | Argentina | Primera fase | 4  | 0     |

### Selección adulta
En la Selección adulta, disputó 9 partidos sin lograr anotar goles. Debutando el 17 de junio de 1997 en Cochabamba ante la selección de fútbol de Ecuador. El partido mencionado correspondió a la Copa América de Bolivia, en la que por decisión de Nelson Acosta, los chilenos acudieron con una selección alternativa. Reaparece en el combinado nacional en dos amistosos a inicios de 1998.
Su buen 2000 con Estudiantes de La Plata posibilitó su aparición en la convulsionada selección chilena de 2001, siendo un convocado permanente. A nivel de eliminatorias, disputa los encuentros ante Perú, Paraguay y Uruguay, -último partido que sella la prematura eliminación roja del Mundial 2002. Ese mismo año también jugará la Copa América 2001 donde la selección comandada por Pedro García fue eliminada en cuartos de final. El encuentro ante México del 22 de julio de 2001 fue su último partido como seleccionado.

#### Participaciones en Copas América
| Copa América      | Sede     | Resultado        | PJ | Goles |
| ----------------- | -------- | ---------------- | -- | ----- |
| Copa América 1997 | Bolivia  | Primera Fase     | 1  | 0     |
| Copa América 2001 | Colombia | Cuartos de final | 3  | 0     |

## Clubes

### Como jugador
| Club                    | País      | Año       |
| ----------------------- | --------- | --------- |
| O'Higgins               | Chile     | 1994      |
| Universidad Católica    | Chile     | 1995-1999 |
| Estudiantes de La Plata | Argentina | 2000-2003 |
| Beira-Mar               | Portugal  | 2003-2004 |
| Universidad Católica    | Chile     | 2004-2006 |
| Deportes Antofagasta    | Chile     | 2007      |
| Deportes Concepción     | Chile     | 2007      |
| Ñublense                | Chile     | 2008      |
| Cobreloa                | Chile     | 2009      |

### Como entrenador
| Club             | País  | Año  |
| ---------------- | ----- | ---- |
| Academia Machalí | Chile | 2012 |

## Palmarés

### Campeonatos nacionales
| Título           | Club                 | País  | Año    |
| ---------------- | -------------------- | ----- | ------ |
| Primera División | Universidad Católica | Chile | 1997-A |
| Primera División | Universidad Católica | Chile | 2005-C |

| Predecesor: Felipe Salinas | Capitán de Cobreloa 2009 | Sucesor: Daniel González |